# Мърто
Мърто (на английски: Murtaugh, буквени символи за произношение  Архив на оригинала от 2018-12-26 в Wayback Machine.) е град в окръг Туин Фолс, щата Айдахо, САЩ. Мърто е с население от 139 жители (2000) и обща площ от 0,4 km². Намира се на 1245 m надморска височина. ЗИП кодът му е 83344, а телефонният му код е 208.